# Werner Hollweg
Pour les articles homonymes, voir Hollweg.
Werner Hollweg — né le 13 septembre 1936 à Solingen et mort de la maladie de Charcot le 1er janvier 2007 à Fribourg-en-Brisgau — est un ténor allemand.
Il fait ses débuts en 1962 au Kammeroper de Vienne. En 1969, sa carrière internationale prend son essor et il devient un spécialiste du répertoire mozartien. 
Il enregistre Les Saisons de Haydn avec l'Orchestre Philharmonique et les Chœurs du Deutsche Oper de Berlin, dirigés respectivement par Herbert von Karajan et Walter Hagen-Groll, en 1973 (EMI).
Il intervient également dans le répertoire contemporain, notamment dans la création de La vie avec un idiot d'Alfred Schnittke. Dans la décennie 1980, il réalise quelques mises en scène.